# Park Bo-gum
Park Bo-gum (Hangul: 박보검; chữ Hán: 朴寶劍; Hán-Việt: Phác Bảo Kiếm; sinh ngày 16 tháng 6 năm 1993) là một nam diễn viên và ca sĩ người Hàn Quốc. Anh được công nhận với nhiều vai diễn khác nhau trong điện ảnh và truyền hình, đáng chú ý là luật sư tâm thần trong Xin chào Quái vật (2015), thiên tài chơi cờ vây trong Hồi đáp 1988 (2015), Thái tử Joseon trong Mây hoạ ánh trăng (2016), thanh niên tự do đem lòng yêu một người phụ nữ lớn tuổi hơn trong Gặp gỡ (2018), và một người mẫu vượt qua nhiều trở ngại để trở thành một diễn viên thành công trong Ký sự thanh xuân (2020).
Park Bo-gum là nghệ sĩ trẻ nhất được Gallup Korea bầu chọn là Nam diễn viên của năm. Anh cũng là diễn viên đầu tiên từng đứng đầu danh sách Những người nổi tiếng quyền lực nhất Hàn Quốc của Forbes Korea.

## Tiểu sử và học vấn
Sinh ra tại Seoul vào ngày 16 tháng 6 năm 1993, Park Bo-gum là con út trong gia đình có 3 anh chị em. Tên anh trong tiếng Hàn có nghĩa là "Điều tốt đẹp sẽ đến đúng thời điểm" và trong tiếng Trung có nghĩa là "Thanh kiếm báu". Mẹ anh mất từ năm anh học lớp 4. Park Bo-gum hiện sống cùng bố và anh chị ở Mok-dong, Seoul.
Anh bắt đầu học đánh đàn piano từ khi 5 tuổi và ban đầu anh muốn trở thành ca sĩ - nhạc sĩ. Park Bo-gum từng ở trong đội tuyển bơi lội của trường trung học cơ sở Mokdong, Seoul. Năm lớp 11, khi gia đình gặp khó khăn về kinh tế, Park Bo-gum cảm thấy mình cần có trách nhiệm với gia đình. Anh gửi một bản ghi hình anh hát và chơi piano đến các công ty giải trí và nhận được một số lời đề nghị. Park Bo-gum đã trở thành thực tập sinh cho vai trò ca sĩ tại SidusHQ. Sau đó, theo gợi ý của công ty, Park Bo-gum đã chuyển hướng sang làm diễn viên.
Hiện nay, Park Bo-gum trực thuộc The Black Label.
Sau khi tốt nghiệp trường trung học Shinmok năm 2012, anh theo học ngành Nhạc kịch của trường Đại học Myongji vào tháng 3 năm 2014. Năm 2015, Park Bo-gum là một trong các đại diện tham gia chương trình giao lưu văn hóa quốc tế của trường Đại học tại các thành phố ở Anh, Pháp, Ý và Thụy Sĩ. Anh nhận bằng Cử nhân vào tháng 2 năm 2018. Sau khi hoàn thành nghĩa vụ quân sự vào ngày 30 tháng 4 năm 2022, Park Bo-gum tiếp tục theo học Thạc sĩ ngành Âm nhạc tại Đại học Sangmyung.
Park Bo-gum hiện đang là một cơ đốc nhân (christian) thuộc tôn giáo Tin Lành.
Mạng xã hội mà anh thường xuyên sử dụng nhất là Twitter (@BOGUMMY), ngoài ra anh cũng có tài khoản Weibo nhưng rất ít khi cập nhật.

### Hình tượng
Park Bo-gum nổi tiếng với tính cách chân thành và hình tượng nghệ sĩ trong sạch. Những người từng hợp tác hay tiếp xúc với anh đều ca ngợi nhân phẩm tốt đẹp của anh. Park Bo-gum thường được mô tả: "vừa là cậu bé vừa là đàn ông", "cởi mở và sang trọng", "sáng sủa và tích cực". Đồng nghiệp thường khen ngợi Park Bo-gum là một người tốt bụng và lịch thiệp. Nữ diễn viên Kim Ha Neul (cùng đóng phim Blind - 2011) nói: "Nhân phẩm cậu ấy rất tốt và cậu ấy cũng có khả năng diễn xuất giỏi."
Thông qua chương trình Youth Over Flowers: Africa và các bài phỏng vấn, khán giả được tiếp xúc với hình ảnh đời thường của nam diễn viên Park Bo-gum. Anh chiếm được tình cảm của đông đảo công chúng với tính cách tốt đẹp đến mức kỳ lạ. "Cảm ơn" là câu cửa miệng của anh, thậm chí nó đã trở thành khẩu hiệu của YOF mùa thứ tư.
Park Bo-gum được người hâm mộ đặt cho nhiều biệt danh như "gấu", "nai", "thỏ", "thiên thần". Câu lạc bộ những người hâm mộ của anh được đặt tên là "Bogum Ministry" (đây là phép chơi chữ vì đọc lên giống "Bộ Y tế và Phúc lợi Hàn Quốc": Bogumbokjibu).

## Sự nghiệp

### 2011–2013: Khởi đầu
Park Bo-gum ra mắt với tư cách là một diễn viên trực thuộc SidusHQ, đóng vai phụ trong bộ phim kinh dị Blind. Sau đó, anh tham gia Blossom Entertainment và góp mặt trong bộ phim hài hành động Runway Cop, bộ phim truyền hình KBS đặc biệt Still Picture (2012) và bộ phim truyền hình dài tập Mặt nạ anh hùng. Vào năm 2013, anh đã giành được vai chính đầu tiên của mình trong bộ phim cuối tuần Wonderful Mama đóng vai con trai ăn chơi của Bae Jong-ok.

### 2014–2015: Bắt đầu nổi tiếng
Vào năm 2014, Park Bo-gum đảm nhận vai thời trẻ của nhân vật Lee Seo-jin trong bộ phim Wonderful Days và đóng vai một nghệ sĩ thần đồng trong bộ phim Naeil's Cantabile của KBS2, một bộ phim chuyển thể từ truyện tranh Nhật Bản Nodame Cantabile. Các vai diễn đã giúp anh giành được đề cử "Nam diễn viên mới xuất sắc nhất" tại hai giải thưởng KBS Drama Awards và APAN Star Awards.
Sau đó, anh góp mặt trong bộ phim ăn khách A Hard Day, được chiếu tại Liên hoan phim Cannes và The Admiral: Roaring Currents, bộ phim Hàn Quốc có doanh thu cao nhất mọi thời đại. Park Bo-gum bắt đầu được biết đến rộng rãi từ năm 2014 khi đóng vai thiên tài Cello, Lee Yoon-ho trong bộ phim Naeil's Cantabile, anh vào vai nam thứ có tình cảm với nữ chính Seol Nae-il (Shim Eun-kyung). Hình ảnh nghệ sĩ Cello dịu dàng, lãng mạn và hết lòng quan tâm Nae-il đã giúp Park Bo-gum chiếm được tình cảm của khán giả.
Vào tháng 5 năm 2015, Park Bo-gum đã tham gia Music Bank với tư cách đồng MC cùng với Irene của Red Velvet. Cả hai thu hút sự chú ý về phản ứng hóa học tuyệt vời cũng như kỹ năng hát và dẫn chương trình, thậm chí có nhiều khán giả nói rằng họ xem Music Bank chỉ vì 2 MC. Báo chí gọi họ là một trong những đối tác tốt nhất trong lịch sử của chương trình và Park Bo-gum đã được trao giải "Người mới xuất sắc nhất" tại KBS Entertainment Award.
Năm 2015, Park Bo-gum tiếp tục đảm nhiệm vai nam thứ Jung Sun-ho / Lee Min trong bộ phim Xin chào Quái vật bên cạnh nam diễn viên chính Seo In-guk và nữ diễn viên chính Jang Na-ra. Vai diễn này đã giúp sự nghiệp diễn xuất của anh bước sang một trang mới khi nhận được đánh giá cao từ giới chuyên môn và sự yêu mến rộng rãi của khán giả trong và ngoài nước. Trong phim, nhân vật Lee Min là một sát nhân biến thái dưới vỏ bọc luật sư trẻ tuổi, tài hoa. Vai diễn "hai mặt" này đòi hỏi diễn viên cảm nhận sâu sắc diễn biến tâm lý nhân vật. Park Bo-gum đã khắc họa thành công hình ảnh sát nhân Lee Min và luật sư Jung Sun-ho bằng diễn xuất ánh mắt tinh tế của anh. Vai diễn đã mang lại cho anh một đề cử "Nam diễn viên mới xuất sắc nhất" tại Baeksang Arts Awards và giành cho anh một giải thưởng "Ngôi sao đang nổi" tại lễ trao giải MaxMovie lần thứ 11.
Cuối năm 2015, Park Bo-gum đã thực sự bùng nổ với vai nam chính trong bộ phim Hồi đáp 1988. Anh đảm nhiệm vai thiên tài cờ vây (baduk) Choi Taek, người được miêu tả là "ở bên ngoài được cả nước tôn vinh, ở nhà lại chỉ là một tên ngốc" (lời thoại trong phim của nhân vật Duk-seon). Ngay từ tạo hình, nhân vật Choi Taek đã tạo ấn tượng là một cậu bé "mọt sách" với mái tóc "nấm" và dáng vóc lù khù nhỏ bé. Choi Taek có tính cách trầm lặng, cả ngày chỉ ở trong phòng hoặc đến Viện Cờ nghiên cứu cờ vây. Bạn thân nhất của cậu chính là 4 người bạn lớn lên cùng nhau ở Ssang Mun Dong là Sung Duk-seon (Girl's Day Hyeri), Kim Jung-hwan (Ryu Jun-yeol), Sung Sun-woo (Go Kyung-pyo) và Ryu Dong-ryong (Lee Dong-hwi). Nhờ vai Choi Taek, mức độ nổi tiếng của Park Bo-gum bùng nổ và anh trở thành ngôi sao mới của làn sóng Hallyu. Ngay khi bộ phim đóng máy, Park Bo-gum liên tiếp nhận được hơn 100 lời đề nghị phỏng vấn và chụp ảnh cho báo, tạp chí và rất nhiều hợp đồng quảng cáo mới.

### 2016–nay: Đột phá trong sự nghiệp
Vào tháng 2 năm 2016, Park Bo-gum tham gia vào chương trình truyền hình thực tế Youth Over Flowers: Africa của tvN mùa thứ tư tại châu Phi. Park Bo-gum cùng các thành viên khác đã có chuyến du lịch bụi kéo dài 10 ngày từ cuối tháng 1 đến đầu tháng 2 năm 2016, đi qua một số nước và địa danh nổi tiếng ở châu Phi và điểm đích là thác nước Victoria Falls. Sau hơn một năm làm người dẫn chương trình Music Bank, anh rời khỏi chương trình vào tháng 6 năm 2016.
Vào tháng 8 năm 2016, Park Bo-gum tham gia bộ phim cổ trang lãng mạn Mây hoạ ánh trăng của KBS2 cùng với Kim Yoo-jung. Anh vào vai nam chính, thế tử Lee Yeong. Một hit trong và ngoài nước, Mây hoạ ánh trăng đạt được tỷ lệ người xem cao nhất là 23,3% và đứng đầu bảng xếp hạng chỉ số truyền thông phim truyền hình CPI và nhiều thành tích khác. Riêng Park Bo-gum cũng đứng đầu bảng xếp hạng các gương mặt đại diện quảng cáo uy tín. Mức độ phổ biến của nó được gọi là "Moonlight Syndrome" và củng cố vị thế của Park Bo-gum như một diễn viên hàng đầu. Anh đã nhận được nhiều giải thưởng cho vai diễn này bao gồm đề cử cho "Nam diễn viên xuất sắc nhất" và "Giải thưởng phổ biến" tại Baeksang Arts Awards lần thứ 53, cũng như "Giải thưởng xuất sắc hàng đầu" tại KBS Drama Awards lần thứ 30. Park Bo-gum cũng đã phát hành nhạc phim đầu tiên cho OST của Mây hoạ ánh trăng mang tên "My Person", đứng đầu các bảng xếp hạng Melon, Mnet, Bugs, Olleh, Soribada, Genie, Naver và Monkey3 khi phát hành và ra mắt ở vị trí thứ 3 trên bảng xếp hạng âm nhạc Gaon.
Anh bắt đầu chuyến lưu diễn gặp gỡ người hâm mộ toàn Châu Á đầu tiên vào cuối năm 2016, bao gồm tám thành phố và gặp gỡ hơn 30.000 người hâm mộ ở khu vực Đông và Đông Nam lục địa cho đến tháng 3 năm 2017.
Sau hai năm gián đoạn, anh trở lại màn ảnh nhỏ với bộ phim tình cảm lãng mạn Gặp gỡ của tvN cùng với Song Hye-kyo.
Năm 2019, Park Bo-gum tham gia bộ phim kinh dị khoa học viễn tưởng Người nhân bản cùng với Gong Yoo. Cùng năm đó, anh đã phát hành đĩa đơn tiếng Nhật đầu tiên "Bloomin".
Ngày 18/03/2020, anh phát hành album đầu tay mang tên "Blue Bird", gồm 11 bài hát tiếng Nhật, trong số đó có bài "Sora wo miagetegoran" do chính anh viết lời.
Tháng 12/2022, Herald POP đưa tin hợp đồng độc quyền của Park Bo-gum với Blossom Entertainment sẽ kết thúc vào cuối tháng này và anh quyết định không tái ký. Ngày 30/1/2023, anh chính thức ký hợp đồng với The Black Label.

## Sự nghiệp diễn xuất

### Phim điện ảnh
| Năm  | Tên gốc                       | Vai                  | Ghi Chú   |
| ---- | ----------------------------- | -------------------- | --------- |
| 2011 | Nhân chứng mù                 | Min Dong-hyun        |           |
| 2012 | Runway Cop                    | Cha Chul-soo lúc nhỏ |           |
| 2014 | A Hard Day                    | Cảnh sát Lee Jin-ho  |           |
| 2014 | Đại thủy chiến                | Bae Soo-bong         |           |
| 2014 | Twinkle-Twinkle Pitter-Patter | Jun-woo              | Phim ngắn |
| 2015 | Phố người Hoa                 | Park Seok-hyun       |           |
| 2021 | Người nhân bản                | Seo Bok              |           |
| 2022 | Wonderland                    | Tae-joo              | Netflix   |

### Phim truyền hình
| Năm       | Tên tiếng Việt                | Vai                    | Ghi chú               | Đài     |
| --------- | ----------------------------- | ---------------------- | --------------------- | ------- |
| 2012      | Hero                          | Kang Dong-woo          |                       | OCN     |
| 2012      | Drama Special "Still Picture" | Kim Hyun-soo lúc nhỏ   |                       | KBS2    |
| 2012      | Mặt nạ anh hùng               | Han Min-kyu            | Khách mời (tập 26–28) | KBS2    |
| 2013      | Mẹ ơi cố lên                  | Go Young-joon          |                       | SBS     |
| 2014      | Hạnh phúc có thật             | Kang Dong-seok lúc nhỏ |                       | KBS2    |
| 2014      | Khúc nhạc thăng trầm          | Lee Yoon-hoo           |                       | KBS2    |
| 2015      | Hậu trường giải trí           | Chính anh              | Khách mời (tập 9)     | KBS2    |
| 2015      | Xin chào Quái vật             | Jung Sun-ho / Lee Min  |                       | KBS2    |
| 2015      | Hồi đáp 1988                  | Choi Taek              |                       | tvN     |
| 2016      | Mây hoạ ánh trăng             | Lee Yeong              |                       | KBS2    |
| 2018–2019 | Gặp gỡ                        | Kim Jin-hyuk           |                       | tvN     |
| 2020      | Tầng lớp Itaewon              | Đầu bếp mới            | Khách mời (tập 16)    | JTBC    |
| 2020      | Ký sự thanh xuân              | Sa Hye-joon            |                       | tvN     |
| 2025      | Khi cuộc đời cho bạn quả quýt | Yang Gwan-sik          |                       | Netflix |
| 2025      | Kiện tướng (Good Boy)         | Yoon Dong-ju           |                       | JTBC    |

### Chương trình thực tế
| Năm  | Chương trình               | Tên tiếng Hàn | Đài   | Ghi chú                           |
| ---- | -------------------------- | ------------- | ----- | --------------------------------- |
| 2016 | Youth Over Flowers: Africa | 꽃보다청춘    | tvN   | Thành viên chính thức             |
| 2016 | Running Man                | 런닝맨        | SBS   | Tập 293                           |
| 2016 | 2 Ngày & 1 Đêm: mùa 3      | 1박 2일       | KBS2  | Tập 137, 138, 139                 |
| 2017 | Thử thách cực đại          | 무한도전      | MBC   | Tập 524, 525, 526                 |
| 2018 | Hyori's Homestay: mùa 2    | 효리네 민박   | JTBC  | Nửa cuối tập 6 và tập 7, 8, 9, 10 |
| 2022 | Youth MT                   | 청춘MT        | TVING | Thành viên chính thức             |

## Sự nghiệp âm nhạc
Vào ngày 18 tháng 3 năm 2020, Park Bo-gum phát hành album solo đầu tay blue bird, với 11 bài hát bao gồm đĩa đơn "Bloomin" từ năm 2019.
Vào ngày 14 tháng 3 năm 2020, Park Bo-gum phát hành MV chính thức cho ca khúc chủ đề "Dear My Friend" nằm trong album solo blue bird .
Vào ngày 16 tháng 6 năm 2020, công ty quản lý Blossom Entertainment của Park Bo-gum đã tiết lộ thông qua Instagram rằng nam diễn viên sẽ phát hành một bài hát mới do Sam Kim sản xuất.
Park Bo-gum đã chuẩn bị ca khúc All My Love như một món quà chứa đựng nhiều tình cảm dành cho người hâm mộ. Ca sĩ kiêm nhạc sĩ Sam Kim đã viết lời, sáng tác và sản xuất "All My Love", đây là một bài hát có giai điệu tình cảm, trong đó giọng hát ngọt ngào độc đáo của nam diễn viên Park Bo-gum tỏa sáng. Nhân dịp kỷ niệm ra mắt của anh ấy, bài hát đã được phát hành thông qua các dịch vụ âm nhạc trên toàn thế giới vào ngày 10 tháng 8 và album đơn được phát hành đồng thời vào ngày 12 tháng 8 tại Hàn Quốc và Nhật Bản.

### Đĩa đơn
| Năm                                                                                           | Tựa                                     | Vị trí cao nhất | Doanh số (Digital) | Album                 |
| Năm                                                                                           | Tựa                                     | KORGaon         | Doanh số (Digital) | Album                 |
| Đĩa đơn                                                                                       | Đĩa đơn                                 | Đĩa đơn         | Đĩa đơn            | Đĩa đơn               |
| --------------------------------------------------------------------------------------------- | --------------------------------------- | --------------- | ------------------ | --------------------- |
| 2016                                                                                          | "My Person" (내 사람)                   | 3               | - KOR: 335,921+    | Mây họa ánh trăng OST |
| 2019                                                                                          | "Bloomin"                               | —               | —                  | blue bird             |
| 2020                                                                                          | "Dear My Friend"                        | —               | —                  | blue bird             |
| 2020                                                                                          | "All My Love"                           | —               | —                  | blue bird             |
| Promotional singles                                                                           |                                         |                 |                    |                       |
| 2018                                                                                          | "Let's Go See The Stars" (별 보러 가자) | —               | EIDER 18 F/W CF    | —                     |
| "—" biểu thị các bản phát hành không có bảng xếp hạng hoặc không được phát hành ở khu vực đó. |                                         |                 |                    |                       |

### Album phòng thu
| Năm      | Tựa       | Vị trí cao nhất | Doanh số |
| Năm      | Tựa       | KORGaon         | Doanh số |
| Nhật Bản | Nhật Bản  | Nhật Bản        | Nhật Bản |
| -------- | --------- | --------------- | -------- |
| 2020     | blue bird | —               | —        |

## Fan Meeting
| Ngày diễn ra      | Thành phố    | Quốc gia | Tên                                                           | Nơi diễn ra                              | Chú thích |
| ----------------- | ------------ | -------- | ------------------------------------------------------------- | ---------------------------------------- | --------- |
| 16 tháng 1, 2016  | Seoul        |          | Our Exciting First Meeting                                    | Sejeong University                       | [ 29 ]    |
| 23 tháng 4, 2016  | Taipei       |          | Close to U                                                    | Taipei International Convention Center   | [ 30 ]    |
| 10 tháng 12, 2016 | Kuala Lumpur |          | Oh Happy Day: 2016-2017 Asia Fan Meeting Tour                 | Kuala Lumpur Convention Centre           | [ 31 ]    |
| 17 tháng 11, 2016 | Hong Kong    |          | Oh Happy Day: 2016-2017 Asia Fan Meeting Tour                 | AsiaWorld–Expo                           | [ 32 ]    |
| 13 tháng 1, 2017  | Jakarta      |          | Oh Happy Day: 2016-2017 Asia Fan Meeting Tour                 | Kota Kasablanka                          | [ 33 ]    |
| 22 tháng 1, 2017  | Taipei       |          | Oh Happy Day: 2016-2017 Asia Fan Meeting Tour                 | National Taiwan University Sports Center | [ 34 ]    |
| 4 tháng 2, 2017   | Tokyo        |          | Oh Happy Day: 2016-2017 Asia Fan Meeting Tour                 | Tokyo International Forum                | [ 35 ]    |
| 11 tháng 2, 2017  | Bangkok      |          | Oh Happy Day: 2016-2017 Asia Fan Meeting Tour                 | Thunder Dome, Impact, Muang Thong Thani  | [ 36 ]    |
| 18 tháng 2, 2017  | Singapore    |          | Oh Happy Day: 2016-2017 Asia Fan Meeting Tour                 | The Star Performing Arts Center          | [ 37 ]    |
| 11 tháng 3, 2017  | Seoul        |          | Oh Happy Day: 2016-2017 Asia Fan Meeting Tour                 | Grand Peace Hall, Kyung Hee University   | [ 38 ]    |
| 24 tháng 12, 2017 | Chiba        |          | Christmas Eve                                                 | Makuhari Messe                           | [ 39 ]    |
| 31 tháng 3, 2018  | Seoul        |          | For You to Blossom                                            | Grand Peace Hall, Kyung Hee University   | [ 40 ]    |
| 1 tháng 4, 2018   | Seoul        |          | For You to Blossom                                            | Grand Peace Hall, Kyung Hee University   | [ 40 ]    |
| 26 tháng 1, 2019  | Seoul        |          | ＜Good Day: May your everyday be a good day＞: 2019 Asia Tour | Hwajeong gymnasium                       | [ 41 ]    |
| 3 tháng 2, 2019   | Saitama      |          | ＜Good Day: May your everyday be a good day＞: 2019 Asia Tour | Saitama Super Arena                      | [ 42 ]    |
| 16 tháng 2, 2019  | Bangkok      |          | ＜Good Day: May your everyday be a good day＞: 2019 Asia Tour | Thunder Dome, Impact, Muang Thong Thani  | [ 43 ]    |
| 9 tháng 3, 2019   | Singapore    |          | ＜Good Day: May your everyday be a good day＞: 2019 Asia Tour | The Star Performing Arts Center          | [ 44 ]    |
| 16 tháng 3, 2019  | Hong Kong    |          | ＜Good Day: May your everyday be a good day＞: 2019 Asia Tour | AsiaWorld–Expo                           | [ 45 ]    |
| 23 tháng 3, 2019  | Jakarta      |          | ＜Good Day: May your everyday be a good day＞: 2019 Asia Tour | Kota Kasablanka                          | [ 46 ]    |
| 30 tháng 3, 2019  | Kuala Lumpur |          | ＜Good Day: May your everyday be a good day＞: 2019 Asia Tour | Kuala Lumpur Convention Centre           | [ 47 ]    |
| 6 tháng 4, 2019   | Taipei       |          | ＜Good Day: May your everyday be a good day＞: 2019 Asia Tour | Taipei Nangang Exhibition Center         | [ 48 ]    |
| 22 tháng 6, 2019  | Manila       |          | ＜Good Day: May your everyday be a good day＞: 2019 Asia Tour | Mall of Asia Arena                       | [ 49 ]    |